# 日野春站
日野春站（日语：／ Hinoharu eki */?）是東日本旅客鐵道（JR東日本）中央本線的鐵路車站，位於日本山梨縣北杜市長坂町富岡。

## 歷史
- 1904年（明治37年）12月21日：開業，為鐵道省的一個車站[1]。
- 1949年（昭和24年）6月1日：成為日本國有鐵道的一個車站。
- 1972年（昭和47年）2月1日：停止辦理貨運業務。
- 1987年（昭和62年）4月1日：國鐵分割民營化，成為東日本旅客鐵道的一個車站。
- 2014年（平成26年）4月1日：本站被编入東京近郊區間，可以使用Suica。
- 2017年（平成29年）3月3日：綠窗口營業結束。
- 2017年（平成29年）4月1日：車站更改等級為招呼站。

## 車站結構
側式月台1面1線及島式月台1面2線的地面車站。

### 月台配置
| 月台 | 路線     | 方向 | 目的地                   | 備註   |
| ---- | -------- | ---- | ------------------------ | ------ |
| 1    | 中央本線 | 下行 | 小淵澤、上諏訪、松本方向 |        |
| 2    | 中央本線 | 下行 | 小淵澤、上諏訪、松本方向 | 待避線 |
| 2    | 中央本線 | 上行 | 甲府、新宿方向           | 待避線 |
| 3    | 中央本線 | 上行 | 甲府、新宿方向           |        |

（來源：JR東日本:車站構內圖 （页面存档备份，存于））

## 使用情況
根據JR東日本，2018年度（平成30年度）1日平均上車人次為597人。
近年的推移如下表。
| 上車人次推移       | 上車人次推移     | 上車人次推移    |
| 年度               | 1日平均 上車人次 | 來源            |
| ------------------ | ---------------- | --------------- |
| 2000年（平成12年） | 506              | [ 利用客数 2 ]  |
| 2001年（平成13年） | 527              | [ 利用客数 3 ]  |
| 2002年（平成14年） | 583              | [ 利用客数 4 ]  |
| 2003年（平成15年） | 572              | [ 利用客数 5 ]  |
| 2004年（平成16年） | 575              | [ 利用客数 6 ]  |
| 2005年（平成17年） | 566              | [ 利用客数 7 ]  |
| 2006年（平成18年） | 537              | [ 利用客数 8 ]  |
| 2007年（平成19年） | 540              | [ 利用客数 9 ]  |
| 2008年（平成20年） | 607              | [ 利用客数 10 ] |
| 2009年（平成21年） | 586              | [ 利用客数 11 ] |
| 2010年（平成22年） | 561              | [ 利用客数 12 ] |
| 2011年（平成23年） | 550              | [ 利用客数 13 ] |
| 2012年（平成24年） | 549              | [ 利用客数 14 ] |
| 2013年（平成25年） | 569              | [ 利用客数 15 ] |
| 2014年（平成26年） | 565              | [ 利用客数 16 ] |
| 2015年（平成27年） | 600              | [ 利用客数 17 ] |
| 2016年（平成28年） | 609              | [ 利用客数 18 ] |
| 2017年（平成29年） | 590              | [ 利用客数 19 ] |
| 2018年（平成30年） | 591              | [ 利用客数 20 ] |
| 2019年（令和元年） | 597              | [ 利用客数 1 ]  |

## 车站周边
- 山梨縣立北杜高等學校
- 日野春郵政局
- 長野縣道、山梨縣道17号茅野北杜韮崎線
- 北杜警察署日野春駐在所

## 相鄰車站
東日本旅客鐵道（JR東日本）
 中央本線
穴山（CO 48）－日野春（CO 49）－長坂（CO 50）

### 使用情況
1. 1 2  . 東日本旅客鉄道.   [2020-07-10]. （原始内容存档于2020-07-10）.
2. ↑  . 東日本旅客鉄道.   [2019-04-18]. （原始内容存档于2019-04-02）.
3. ↑  . 東日本旅客鉄道.   [2019-04-18]. （原始内容存档于2019-02-22）.
4. ↑  . 東日本旅客鉄道.   [2019-04-18]. （原始内容存档于2019-04-02）.
5. ↑  . 東日本旅客鉄道.   [2019-04-18]. （原始内容存档于2019-03-27）.
6. ↑  . 東日本旅客鉄道.   [2019-04-18]. （原始内容存档于2019-02-23）.
7. ↑  . 東日本旅客鉄道.   [2019-04-18]. （原始内容存档于2019-04-02）.
8. ↑  . 東日本旅客鉄道.   [2019-04-18]. （原始内容存档于2019-04-02）.
9. ↑  . 東日本旅客鉄道.   [2019-04-18]. （原始内容存档于2019-04-02）.
10. ↑  . 東日本旅客鉄道.   [2019-04-18]. （原始内容存档于2019-02-22）.
11. ↑  . 東日本旅客鉄道.   [2019-04-18]. （原始内容存档于2019-04-02）.
12. ↑  . 東日本旅客鉄道.   [2019-04-18]. （原始内容存档于2019-04-02）.
13. ↑  . 東日本旅客鉄道.   [2019-04-18]. （原始内容存档于2019-04-02）.
14. ↑  . 東日本旅客鉄道.   [2019-04-18]. （原始内容存档于2019-04-02）.
15. ↑  . 東日本旅客鉄道.   [2019-04-18]. （原始内容存档于2017-02-08）.
16. ↑  . 東日本旅客鉄道.   [2019-04-18]. （原始内容存档于2019-04-02）.
17. ↑  . 東日本旅客鉄道.   [2019-04-18]. （原始内容存档于2019-03-23）.
18. ↑  . 東日本旅客鉄道.   [2019-04-18]. （原始内容存档于2019-03-27）.
19. ↑  . 東日本旅客鉄道.   [2019-04-18]. （原始内容存档于2019-03-25）.
20. ↑  . 東日本旅客鉄道.   [2019-07-10]. （原始内容存档于2019-07-05）.

## 外部連結
- 車站資訊（日野春）：東日本旅客鐵道
- 國土地理院地圖閲覽服務 （页面存档备份，存于） - 日野春站周邊的1/25000地形圖 （页面存档备份，存于）